# Donald (жувальна гумка)
Donald — жувальна гумка зі смаком тутті-фрутті  нідерландської компанії «Maple Leaf». Вироблялася з 1964 по 1989 роки у різних виглядах обгортки, містила вкладиші із забавними історіями персонажів із мультфільмів компанії Walt Disney.
Крім Дональда Дака, в історії також фігурують Міккі Маус, Мінні, Дейзі, а також Гуфі та Плуто. Історії не нумеруються. Були неймовірно популярними серед дітей, підлітків та дорослих пізнього СРСР, країн СНД та Польщі наприкінці 1980-х – на початку 1990-х років. 
Вкладиші Donald є об'єктами колекціонування та залишаються популярними до сьогодні. Нечисленні екземпляри жуйок, що збереглися, які пройшли найвищу цінність для колекціонерів, все ще можна купити на eBay. Деякі лоти сягають 170-200 доларів за штуку, вкладиші по 10-15, за великі колекції просять до 400.

## Історія
У 1956 року у Амстердамі фірма Maple Leaf завершила будівництво заводу з виробництва жуйки. Її Керівники Роберт Маркус та його брат зареєстрували перший голландський бренд жувальної гумки Maple Leaf. У 1964 був випущений перший Дональд, надалі неодноразово змінювався дизайн обгортки, але смак і аромат жуйки залишився незмінним. У 1966 була випущена схожа з Дональдом жуйка з дизайну та смаку Fix und Foxi. Маркусу вдалося домовитися з компанією Дісней та придбати права на використання персонажів та їх імен для нанесення на обгортку та створення серій вкладишів для нової жувальної гумки. Останні партії жуйок було випущено 1989 року у грудні і продавалися до закінчення терміну придатності до 1992-1993 року.